# Сукристов, Вячеслав Васильевич
Вячеслав Васильевич Сукристов (1 января 1961, Вильнюс, Литовская ССР, СССР) — советский и литовский футболист, защитник, полузащитник. Мастер спорта международного класса (1987).

## Карьера

### Клубная
В чемпионате СССР выступал за вильнюсский «Жальгирис», в составе которого стал бронзовым призёром чемпионата-1987. Бронзовый призёр чемпионата Литвы (1990). В 1990 году перешёл в московский «Локомотив», откуда уехал в Израиль, где до 1996 года выступал в различных командах. Карьеру игрока закончил в «Жальгирисе» в 1998 году.

### В сборной
В составе сборной СССР провёл 4 матча. Вице-чемпион Европы 1988 года. За сборную Литвы сыграл 26 матчей, забил 2 гола.
| Матчи и голы Сукристова за сборную СССР | Матчи и голы Сукристова за сборную СССР | Матчи и голы Сукристова за сборную СССР | Матчи и голы Сукристова за сборную СССР | Матчи и голы Сукристова за сборную СССР | Матчи и голы Сукристова за сборную СССР |
| --------------------------------------- | --------------------------------------- | --------------------------------------- | --------------------------------------- | --------------------------------------- | --------------------------------------- |
| №                                       | Дата                                    | Оппонент                                | Счёт                                    | Голы Сукристова                         | Соревнование                            |
| 1                                       | 23 марта 1988                           | Греция                                  | 4:0                                     | —                                       | Товарищеский матч                       |
| 2                                       | 27 апреля 1988                          | Чехословакия                            | 1:1                                     | —                                       | Товарищеский матч                       |
| 3                                       | 1 июня 1988                             | Польша                                  | 2:1                                     | —                                       | Товарищеский матч                       |
| 4                                       | 21 сентября 1988                        | ФРГ                                     | 0:1                                     | —                                       | Товарищеский матч                       |

### Тренерская
Работал главным тренером вильнюсской «Полонии». В настоящее время работает в «Жальгирисе», в 2005 году — главным тренером, с 2006 — ассистентом главного тренера.